# Horst Krauße
Horst Krauße (* 27. Dezember 1949 in Teichwolframsdorf) ist ein deutscher Politiker und war von 1994 bis 2014 für die CDU Mitglied des Thüringer Landtags.

## Leben und Beruf
Nach dem Abschluss der 10. Klasse machte Horst Krauße 1966 bis 1968 eine Lehre als Facharbeiter für Landmaschinen- und Traktorenschlosser und arbeitete anschließend als Kfz-Schlosser bei SDAG Wismut. 1968 bis 1971 war er Kraftfahrer bei BHG-Greiz und leistete 1969 bis 1971 seinen Grundwehrdienst bei der NVA. Danach war er 1972 bis 1991 als Kraftfahrer bei Greika Greiz in Berga/Elster tätig. Ab März 1991 war er Angestellter im Landratsamt Greiz. 1992 bis 1994 machte er eine berufsbegleitende Verwaltungsausbildung (FL 1) mit dem Abschluss: geprüfter Verwaltungsangestellter und 1994 bis 1996 eine berufsbegleitende Verwaltungsausbildung (FL 2) mit dem Abschluss: Verwaltungsfachwirt.
Horst Krauße ist verheiratet und hat zwei Kinder.

## Politik
Horst Krauße war seit 1981 Mitglied der DDR-Blockpartei CDU. Nach der Wende engagierte er sich kommunalpolitisch und war 1990 bis 1991 und wieder ab 1999 Mitglied des Kreistags Greiz, wo er Vorsitzender der CDU-Fraktion war.
Von 1994 bis 2004 war er im Wahlkreis Greiz II direkt gewähltes Mitglied des Thüringer Landtags. Im Landtag war er seit 1999 Mitglied der Ausschüsse für Naturschutz und Umwelt sowie für Wissenschaft, Kunst und Medien und Sprecher für Naturschutz und Umwelt der CDU-Fraktion.
Zur Landtagswahl 2014 trat er nicht mehr an.